# Neomysis japonica
Neomysis japonica är en kräftdjursart som beskrevs av Nakazawa 1910. Neomysis japonica ingår i släktet Neomysis och familjen Mysidae. Inga underarter finns listade i Catalogue of Life.